# EnglishRussia.com
 (juillet 2020).
EnglishRussia est un blog photo populaire, créé en 2006 qui se concentre sur les aspects inhabituels de la culture russe ou d'ex-union soviétique. La teneur des articles peut être sensiblement différente, allant des objets techniques, des reportages photos de meeting, de l'urbex, de photos historiques ou sur des thèmes plus légers, tels que la vie au quotidien. Le moteur de recherche Technorati l'a classé 155e site Web le plus populaire sur 94 millions. Il a été créé par un technicien en informatique russe et est actuellement plus populaire en Amérique qu'en Russie.
Lors de la tuerie au lycée de Kertch, en octobre 2018, le blog s'est montré particulièrement réactif, en relayant en instantané le déroulement de la journée.
Le site Web semble avoir quelques problèmes. La page Facebook a été piratée à la fin de l'année 2018, et entre le 13 juin 2019 et le 14 juin 2019, le design du site change, devenant plus épuré, sans l'ancien logo,. La politique de confidentialité est désormais écrite en portugais et les annonces sont régies par une société brésilienne (mais le lien avec la société portugaise remonte à plus tôt, l'ancienne version était déjà liée à la société publicitaire). Anciennement présent sur les réseaux sociaux, l'adresse mail ne répond pas, et les comptes facebook et twitter n'existent plus.
Le site a été mentionné dans de nombreux médias, journaux ou sites Web tels que le St. Petersburg Times, Softpedia et le Daily Telegraph,, .
Depuis le premier mai 2022, le site n'est plus mis à jour, il est possible qu'il y ait un lien avec la guerre d'Ukraine.